# 第1合衆国義勇騎兵隊
第1合衆国義勇騎兵隊（だいいちがっしゅうこくぎゆうきへいたい、1st United States Volunteer Cavalry、1st U.S.V. Cavalry）は、1898年に編成されたアメリカ陸軍の義勇騎兵隊連隊。通称ラフ・ライダーズ（Rough Riders、荒馬乗りたち）。
米西戦争のキューバ戦線で活躍し、要衝サン・フアン・ヒルへの突撃を成功させた。セオドア・ルーズベルト（当時大佐、のちの大統領）が海軍次官を辞職して従軍・指揮したことで知られる（写真中央の士官）。
義勇部隊であり、兵士はさまざまな職業からの志願者であった。採用予定より多くの応募者がおり、不採用者の中には、小説家のエドガー・ライス・バローズもいた。
「騎兵隊」という部隊名が付いているが、馬の輸送が間に合わず、また連発銃の普及により騎馬のメリットが薄れていたため、実際は兵士は徒歩だった（ルーズベルトは黒馬に乗っていた）。